# Abracadabra (film, 1970)
Pour les articles homonymes, voir Abracadabra (homonymie).
 (octobre 2024).
Si vous disposez d'ouvrages ou d'articles de référence ou si vous connaissez des sites web de qualité traitant du thème abordé ici, merci de compléter l'article en donnant les références utiles à sa vérifiabilité et en les liant à la section « Notes et références ».
Pour plus de détails, voir Fiche technique et Distribution.
Abracadabra est un film d'animation québécois réalisé par Frédéric Back, sorti en 1970. Il est le premier film du réalisateur.

## Résumé
Le film débute sur un plan du soleil dans le ciel, alors qu'une petite fille européenne joue dans une prairie fleurie tout en chérissant l'astre. Sa joie est interrompue par l'arrivée soudaine d'un sorcier maléfique se promenant avec un parasol le protégeant des rayons solaires, laissant apparaître une porte magique derrière lui. Se dirigeant vers le soleil, le sorcier s'empare de celui-ci avec son parasol pour se réfugier avec dans son repaire caché derrière la porte. Son parasol ne rentrant point dans son repaire, celui-ci le laisse derrière, la petite fille le ramassant au passage en allant jeter un coup d'œil à travers la serrure. Elle y voit le sorcier enfermer dans un coffre le soleil et prononçant des formules magiques qui causera une grande explosion. L'explosion rend le monde plein de fumée et fait disparaître toute vie végétale sur Terre. La petite fille demande aux passants, tous malheureux, s'ils ont vu le soleil, et aucun ne l'a vu. La petite fille, malheureuse, se promène avec son parasol. Mais quand elle décide de l'ouvrir, celui-ci s'envole et l'emporte avec lui dans le ciel. Après avoir interrogé au passage un scientifique dans une machine volante qui lui non plus n'a point vu le soleil, la petite fille atterrit en Amérique, où elle pose la même question à la faune locale qui lui offre la même réponse négative. Découragée, elle marche en laissant trainer par terre son parasol, qui reçoit une flèche d'un petit garçon amérindien. Voyant la petite fille derrière l'étrange forme, le petit garçon devient ami avec elle et part avec elle chercher le soleil qu'il n'a point vu également, le parasol les emportant dans le ciel jusqu'en Afrique. Les enfants deviennent amis avec une petite fille africaine et son lion apprivoisé qui eux non plus ne savent pas où se trouve le soleil.  Quand un excentrique individu dansant en habits coloniaux avec un filet à papillon tombe sur leur chemin et attrape le lion pour le posséder dans sa poche (pour s'essayer ensuite sur les enfants), les enfants lui demande s'il n'aurait pas le soleil. Retirant son filet d'eux, l'individu sort toutes ses possessions de sa poche, animaux, fleurs, étoiles, ballons...mais ne trouve pas le soleil. Quand la petite européenne lui dit que ce n'est pas ce qu'ils cherchent, l'individu tente de fouiller plus profondément dans sa poche, mais tombe tout entier dedans et disparaît avec, au grand choc des enfants.
Les trois protagonistes repartent donc en parasol volant pour continuer leur quête et atterrissent dans un volcan, pensant y avoir trouvé le soleil avant que le volcan ne les en expulse dans un nuage de suie. Étant tous noirs de suie, ceux-ci rient et se nettoient dans l'eau. Soudainement, le petit amérindien croit avoir vu le soleil sur l'océan à l'horizon. Allant voir avec leur parasol servant de bateau, le « soleil » n'est en fait que le motif sur la voile du bateau d'un petit asiatique qui n'a pas vu le vrai soleil lui non plus. Par surprise, un orage apparaît, les enfants approchant du repaire du sorcier, qu'ils accostent avec le bateau du petit asiatique. Là, ils y trouvent le sorcier en train de continuer à prononcer des formules magiques. Quand celui-ci les surprend dans son repaire, les quatre enfants se ruent sur lui et se battent contre lui jusqu'à ce qu'il fuit dans ses sous-vêtements, vaincu. En lisant le grimoire du sorcier, les enfants sont capables avec des sorts de faire réapparaître le coffre, et d'en sortir le soleil qui rejoint le ciel, rapportant avec lui lumière, joie et vie partout sur Terre. Les enfants se mettent à danser ensemble dans la prairie du début du film autour du parasol qui s'envole dans les airs pour former un arc-en-ciel.

## Fiche technique
- Titre français : Abracadabra
- Réalisation : Frédéric Back
- Scénario : Frédéric Back et Graeme Ross
- Pays d'origine : Canada
- Format : Couleurs - 35 mm
- Genre : animation, court métrage
- Durée : 9 minutes
- Date de sortie : 1970